# Bobobo-bo Bo-bobo
Bobobo-bo Bo-bobo (jap. ボボボーボ・ボーボボ, Bobobōbo Bōbobo; auch bekannt als Bo×7 oder Bo^7) ist ein Manga von Yoshio Sawai, welcher auch als Anime-Serie verfilmt wurde.

## Handlung
Im Jahr 300X ist die ganze Welt unter der tyrannischen Herrschaft des Maruhage-Reiches, und ihrem Herrscher, Karl Kahlkopf IV. Seine böswillige Haarjäger-Truppe jagt alle Behaarten um sie kahl zu scheren. Dagegen erhebt sich der Rebell Bobobo-Bo-Bo-Bobo, der der Haarjäger-Truppe mit seiner auf der Verwendung von Nasenhaaren beruhenden Kampftechnik, dem Schnodder-Kung Fu Paroli bieten kann. Im Laufe der Serie schließen sich Bobobo-Bo-Bo-Bobo immer weitere Personen an, wie zum Beispiel Beauty oder Miefling um ihren Feinden die Stirn zu bieten.
Bobobo-bo Bo-bobo wird als Parodie der Mangas Fist of the North Star und Dragon Ball beschrieben, mit dem „surrealen Stil“ von Excel Saga. Hervorgehoben wird eine Sequenz, die eine „komplett absurde“ Hommage auf den Bruce-Lee-Film Bruce Lee – Mein letzter Kampf darstellt.

## Veröffentlichungen

### Manga
Der Manga wurde von Ausgabe 12/2001 bis 50/2005 von Shūeisha im eigenen Manga-Magazin Shōnen Jump veröffentlicht. Die Geschichte von Bobobo-bo Bo-bobo endete somit 2005, seit Januar 2006 (Ausgabe 3/2006) jedoch wurde in Shōnen Jump ein Nachfolger veröffentlicht namens Shinsetsu Bobobō-bo Bō-bobo (真説ボボボーボ・ボーボボ), welcher im Juli 2007 (Ausgabe 31/2007) beendet wurde. Die Kapitel wurden in 28 Sammelbänden (Tankōbon) zusammengefasst.
In Nordamerika wurde der Manga von Viz Media lizenziert und wird seit Oktober 2005 veröffentlicht. In Deutschland wurde der Manga von Tokyopop lizenziert und veröffentlicht.

### Anime
Der Anime zur Serie wurde von Toei Animation produziert, Regisseur war Hiroki Shibata. Im Fernsehen lief die erste Staffel vom 8. November 2003 bis 4. September 2004 und die zweite Staffel vom 23. Oktober 2004 bis 29. Oktober 2005 auf TV Asahi.
In den USA wurde die Serie erstmals auf Cartoon Network gezeigt und lief dort vom 30. September 2005 bis 13. Oktober 2007. Seit dem 14. April 2007 lief die Serie auf Jetix UK in Großbritannien. Des Weiteren wurde die Serie auch ins Französische, Spanische und Niederländische übersetzt. In Deutschland wurde die Serie ab 28. Mai 2007 auf Jetix ausgestrahlt.
In den USA wurde die Serie auf bislang acht DVDs von Illumitoon Entertainment veröffentlicht.
Das Titellied der ersten Staffel war Wild Challenger von Jindou und das der zweiten Staffel, Baka Survivor (バカサバイバー, Baka Sabaibā), wurde von der japanischen Musikgruppe Ulfuls gesungen.

#### Synchronsprecher
| Rolle (jp./dt.)                        | Japanischer Sprecher (Seiyū) | Deutscher Sprecher |
| -------------------------------------- | ---------------------------- | ------------------ |
| Bobobo-bo Bo-bobo                      | Takehito Koyasu              | Oliver Siebeck     |
| Beauty                                 | Ai Nonaka                    | Magdalena Turba    |
| Heppokomaru/Miefling                   | Naomi Shindō                 | David Turba        |
| Don Patch                              | Masaya Onosaka               | Till Hagen         |
| Torpedo Girl                           | Hiromi Nishikawa             |                    |
| Softon/Softie                          | Hikaru Midorikawa            |                    |
| Hatenko/Haarald                        | Daisuke Kishio               |                    |
| Dengakuman/Leckerschleckermann         | Tomoko Kaneda                |                    |
| Tokoro Tennosuke/Gotfried Götterspeise | Keiichi Sonobe               |                    |